# Microsoft Data Access Components
MDAC (ang. Microsoft® Data Access Components) – zestaw bibliotek wykorzystywanych między innymi do komunikacji z serwerem SQL firmy Microsoft®. W skład pakietu MDAC wchodzą m.in. takie komponenty:
- ADO (Microsoft® ActiveX Data Objects)
- Microsoft® OLE DB
- ODBC (Microsoft® Open Database Connectivity).